# Lokomotiva Ferrovia G 40
Malé dieselelektrické lokomotivy typu G 40 (původně FD 40/2c) vyráběla továrna Ferrovia Radotín mezi lety 1929 a 1946 v počtu nejméně 26 kusů pro lesní, stavební a průmyslové dráhy s rozchodem 600 až 900 mm.

## Historie
Roku 1926 společnost Ferrovia – Rossemann a Kühnemann převzala zastoupení rakouské firmy GEBUS a následujícího roku započala i s vlastní výrobou malých motorových lokomotiv s elektrickým přenosem výkonu podle patentu GEBUS. Z počátečního pestrého sortimentu kusové výroby postupně vyplynuly po roce 1930 dva základní výkonové typy těchto strojů – lehčí FD 25/1c, později zjednodušeně značený G 25, o cca 25 koňských silách s jedním trakčním elektromotorem, a silnější dvoumotorový FD 40/2c s výkonem 40–50 ks, od roku 1940 označovaný jako G 40. Zejména lehčí typ byl dodáván i v provedení důlním (potom bylo namísto písmene F – Feld, polní, v typovém označení písmeno G – Grube, důlní).
Vývojovým pokračováním typů G 25 a G 40 byly poválečné lokomotivy BNE 25 a BNE 50, ve velkých sériích vyráběné od roku 1950 v Radotíně již pod hlavičkou n.p. Stavostroj / Stavoloko.

## Konstrukce
Lokomotiva G 40 (Gebus 40) byla kapotového provedení s kabinou řidiče na jednom konci masivního rámu. Dieselový motor v přední části kapoty poháněl za ním umístěné dynamo, dodávající proud dvěma trakčním motorům. Nápravy odpružené listovými pružnicemi pak byly od elektromotorů poháněny válečkovými řetězy. Brzda byla mechanická pro stroj.
Při tomto základním rozvržení nebylo provedení jednotné. Individuální změny v rozměrech a tvaru karosérie a rámu souvisely s rozchodem, pro který byl ten konkrétní stroj stavěn, a s použitým hnacím motorem a jeho chladičem. U lokomotiv vyráběných od roku 1940 kvůli válečnému nedostatku nafty přibyla i příprava na umístění generátoru dřevoplynu – v budce a na představku-plošince před kapotou na prodlouženém rámu.
Během doby se jako hnací agregát použily motory o výkonu 40–50 ks jako mj. MWM, 4V od Královopolské, Škoda 4V110 nebo 2VD20 od První brněnské strojírny, schopný i provozu na dřevoplyn. Elektrické součásti dodávaly např. firmy Elin Vídeň, ČKD nebo Brown Boveri.

## Provoz
Povrchové lokomotivy G 40 (FD 40) byly dodávány na lesní a stavební dráhy a na úzkorozchodné vlečky průmyslových podniků v Československu, v Protektorátu a v Slovenském štátu, ale i do Německa. Známé je jejich nasazení na slovenských lesních drahách v Žarnovici, Závadce nad Hronom, Liptovském Hrádku, Ľubochni nebo v Kriváni. Odhaduje se, že v letech 1929 až 1946 bylo vyrobeno okolo 35 kusů. Vyřazovány byly v 50. letech, jednotlivé stroje vydržely s úpravami v provozu až do 70. let.

## Zachované lokomotivy G40
Výrobní číslo 479/1940: stroj byl dodán na rozchod 600 mm pravděpodobně některé stavební firmě, protože po roce 1945 byl veden v majetku Čs. stavebních závodů, n.p., Praha, a provozován mj. u závodů Praha a Plzeň. V 50. letech byl předán do cementárny v Prachovicích, kde byl přestavěn na normální rozchod 1435 mm a osazen motorem Škoda 3S110. Od roku 1958 byl v šamotce ve Zlivi, kde i dojezdil. V roce 2010 ho získal do sbírky spolek Ferrovia.

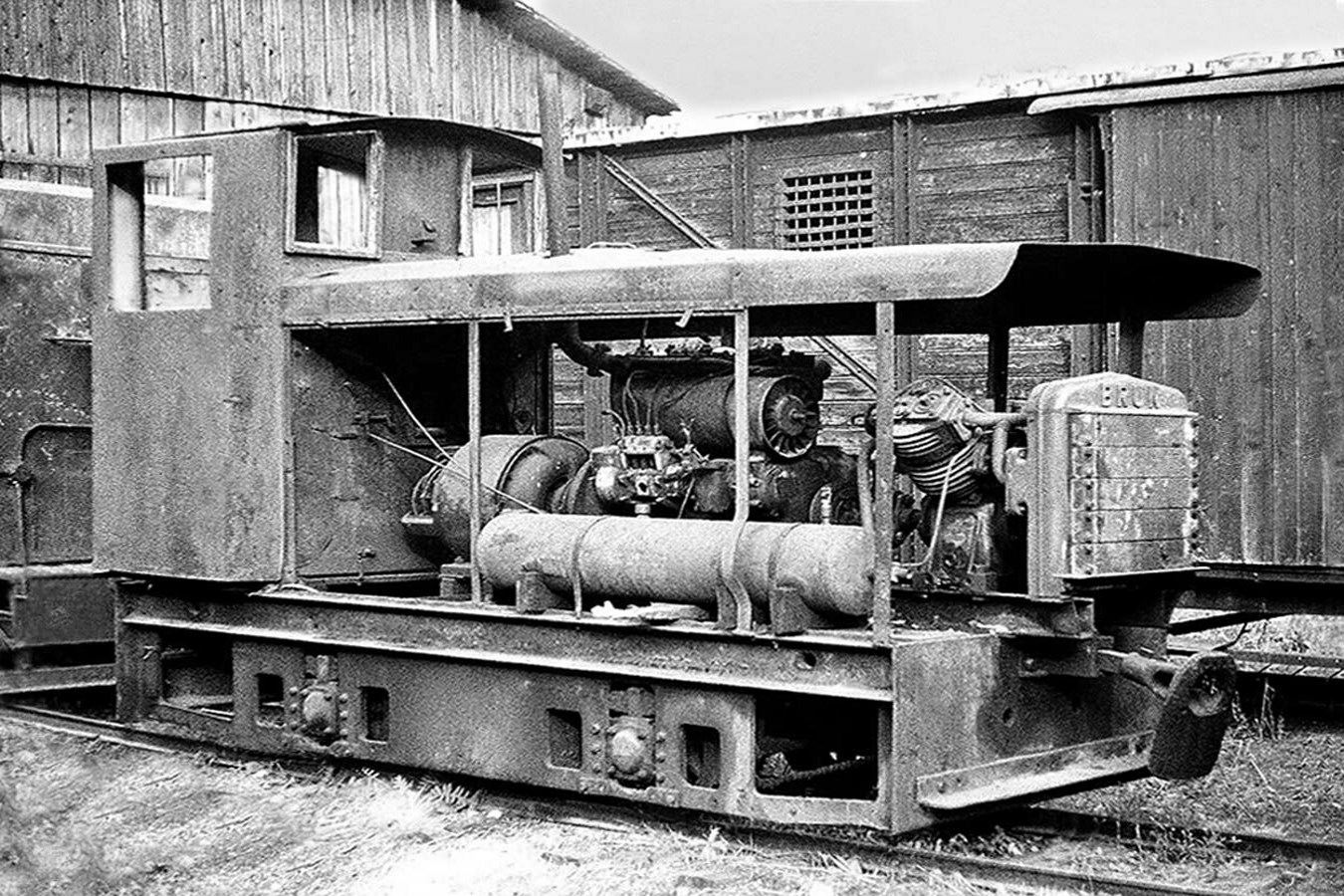
Lokomotiva G 40 (Ferrovia 499/1943), původně dodaná pro ŠLM Slovenského štátu na LŽ v Žarnovici. V 70. letech stála už s vyměněnými agregáty a odebranými kapotami odstavená v Liptovském Hrádku

Výrobní číslo 499/1943: stroj na rozchod 760 mm byl jako jeden ze tří objednán roku 1942 Ústredným riaditeľstvom štát. lesov a majetkov Bratislava a v květnu nebo červnu roku následujícího dodán lesní správě Brod pro lesní dráhu (LŽ) Žarnovica. Koncem 40. let byl předán na LŽ do Závadky nad Hronom a v 50. letech do Liptovského Hrádku na Povážskou LŽ. Tady byl vyměněn původní motor PBS 2VD20 za motor z Tatry 114, a dosazen kompresor. Lokomotiva tak byla používána především pro potřeby traťové údržby. Po ukončení provozu PLŽ stroj zůstal ve sbírce pro zamýšlené budoucí muzeum, na přelomu 70. a 80. let byl ale zapůjčen na HLÚŽ Vychylovka. Roku 1988 byl opraven v LD Brno, ale ještě téhož roku byl zničen požárem. Po celkové přestavbě v Brně byl stroj roku 1993 znovu zprovozněn. V roce 1998 byl předán na Čiernohronskou železnici, kde byl remotorizován motorem Caterpillar. Je tu provozován jako „balocké LEGO“.